# Blodeuwedd
Blodeuwedd est une « créature féminine » de la mythologie celtique brittonique qui apparaît dans la quatrième branche du Mabinogi : « Math fils de Mathonwy ». Fabriquée pour être l’épouse du dieu Llew Llaw Gyffes, le sens du nom est « visage de fleurs ». 

## Les 3 interdits de Llew Law Gyffes
Après le viol de Goewin, le nom d’Arianrhod, fille de Dôn, est suggéré pour être la vierge « porte-pieds » du roi Math. Celui-ci est obligé de rester avec les pieds posés sur le giron d’une vierge, sauf quand il doit partir à la guerre. Arianrhod doit prouver sa virginité en subissant une épreuve qui consiste à passer sur une baguette magique, mais elle donne immédiatement naissance à deux fils. Le premier se précipite vers l’océan, c’est Dylan Eil Ton, le « fils de la vague ». Le second, qui sera ultérieurement nommé Llew Llaw Gyffes, est subtilisé et élevé en cachette par son oncle le magicien Gwydion. Quand il lui présente son fils, Arianrhod profère trois interdits (geisa dans les mythes irlandais) :
- Il n’aura pas de nom, si ce n’est celui que sa mère voudra bien lui donner ;
- Il ne pourra jamais porter d’armes, à moins qu’elles viennent de sa mère ;
- Il n’aura pas de femme humaine.

Pour contourner ce dernier sort, le roi Math, qui est aussi magicien et son neveu Gwydion lui confectionnent une femme avec des fleurs de genêt, de chêne et de reines-des-prés ; grâce à leur magie, leur « créature » est plus belle que la plus belle des femmes. L’union est célébrée et Llew est doté d’un cantref (domaine), mais un jour que Llew rend visite au roi Math, dans sa résidence de Caer Dathyl, Blodeuwedd accueille Gronw Pebyr, seigneur de Penllyn, qui chasse dans le pays.

## La trahison de Blodeuwedd
Blodeuwedd offre l’hospitalité au chasseur pour la nuit et en tombe amoureuse. Les amants passent plusieurs nuits ensemble et projettent de tuer l’époux. Mais Llew est un dieu qui ne peut être tué que selon certaines modalités : Il ne peut être tué à l’intérieur, ni à l’extérieur, lorsqu’il chevauche ou qu’il marche. En fait, il ne peut être assassiné que dans une seule position : quand il prend son bain avec un pied sur une chèvre et l’autre sur un chaudron, par une lance forgée spécialement pendant une année. Ces conditions étant réunies, le dieu est abattu par Gronw Pebyr et se transforme en aigle. L’amant meurtrier prend sa place à la tête du royaume.
Gwydion parcourt le Gwynedd à la recherche de son neveu. Il retrouve l’aigle et, chantant des englyn, lui redonne son aspect humain. Il le ramène à Caer Dathyl pour être soigné par les meilleurs médecins. Puis ils mobilisèrent les hommes du Gwynedd et marchèrent vers le cantref de Dinoding. Gwydion transforme Blodeuwedd en chouette pour qu’elle ne vive que la nuit et soit méprisée des autres oiseaux. Gronw Pebyr périt de la même manière qu’il avait tenté de tuer Llew. Celui-ci récupère ses terres et règnera sur tout le Gwynedd.
Le personnage de Blodeuwedd est équivalent à Blathnat de la mythologie celtique irlandaise.

## Les enfants de Dôn
|                 |                 |                 |                 |                 |                 |  |  |                       |                       |                       |                       |                       |                       |  |  | Dôn                    | Dôn                    | Dôn                    | Dôn                    | Dôn                    | Dôn                    |  |  | Beli Mawr | Beli Mawr | Beli Mawr | Beli Mawr | Beli Mawr | Beli Mawr |  |  |          |          |                                    |                                    |                                    |                                    |                                    |                                    |           |           |           |           |           |           |  |  |                                       |                                       |                                       |                                       |                                       |                                       |  |  |  |  |  |  |  |  |  |  |  |  |  |  |  |  |  |  |  |  |  |  |  |  |  |  |  |  |  |  |  |  |  |  |
|                 |                 |                 |                 |                 |                 |  |  |                       |                       |                       |                       |                       |                       |  |  | Dôn                    | Dôn                    | Dôn                    | Dôn                    | Dôn                    | Dôn                    |  |  | Beli Mawr | Beli Mawr | Beli Mawr | Beli Mawr | Beli Mawr | Beli Mawr |  |  |          |          |                                    |                                    |                                    |                                    |                                    |                                    |           |           |           |           |           |           |  |  |                                       |                                       |                                       |                                       |                                       |                                       |  |  |  |  |  |  |  |  |  |  |  |  |  |  |  |  |  |  |  |  |  |  |  |  |  |  |  |  |  |  |  |  |  |  |
|                 |                 |                 |                 |                 |                 |  |  |                       |                       |                       |                       |                       |                       |  |  |                        |                        |                        |                        |                        |                        |  |  |           |           |           |           |           |           |  |  |          |          |                                    |                                    |                                    |                                    |                                    |                                    |           |           |           |           |           |           |  |  |                                       |                                       |                                       |                                       |                                       |                                       |  |  |  |  |  |  |  |  |  |  |  |  |  |  |  |  |  |  |  |  |  |  |  |  |  |  |  |  |  |  |  |  |  |  |
|                 |                 |                 |                 |                 |                 |  |  |                       |                       |                       |                       |                       |                       |  |  |                        |                        |                        |                        |                        |                        |  |  |           |           |           |           |           |           |  |  |          |          |                                    |                                    |                                    |                                    |                                    |                                    |           |           |           |           |           |           |  |  |                                       |                                       |                                       |                                       |                                       |                                       |  |  |  |  |  |  |  |  |  |  |  |  |  |  |  |  |  |  |  |  |  |  |  |  |  |  |  |  |  |  |  |  |  |  |
| Gwydion         | Gwydion         | Gwydion         | Gwydion         | Gwydion         | Gwydion         |  |  | Eveydd                | Eveydd                | Eveydd                | Eveydd                | Eveydd                | Eveydd                |  |  | Gilfaethwy             | Gilfaethwy             | Gilfaethwy             | Gilfaethwy             | Gilfaethwy             | Gilfaethwy             |  |  | Amaethon  | Amaethon  | Amaethon  | Amaethon  | Amaethon  | Amaethon  |  |  | Gofannon | Gofannon | Gofannon                           | Gofannon                           | Gofannon                           | Gofannon                           |                                    |                                    | Arianrhod | Arianrhod | Arianrhod | Arianrhod | Arianrhod | Arianrhod |  |  |                                       |                                       |                                       |                                       |                                       |                                       |  |  |  |  |  |  |  |  |  |  |  |  |  |  |  |  |  |  |  |  |  |  |  |  |  |  |  |  |  |  |  |  |  |  |
| Gwydion         | Gwydion         | Gwydion         | Gwydion         | Gwydion         | Gwydion         |  |  | Eveydd                | Eveydd                | Eveydd                | Eveydd                | Eveydd                | Eveydd                |  |  | Gilfaethwy             | Gilfaethwy             | Gilfaethwy             | Gilfaethwy             | Gilfaethwy             | Gilfaethwy             |  |  | Amaethon  | Amaethon  | Amaethon  | Amaethon  | Amaethon  | Amaethon  |  |  | Gofannon | Gofannon | Gofannon                           | Gofannon                           | Gofannon                           | Gofannon                           |                                    |                                    | Arianrhod | Arianrhod | Arianrhod | Arianrhod | Arianrhod | Arianrhod |  |  |                                       |                                       |                                       |                                       |                                       |                                       |  |  |  |  |  |  |  |  |  |  |  |  |  |  |  |  |  |  |  |  |  |  |  |  |  |  |  |  |  |  |  |  |  |  |
|                 |                 |                 |                 |                 |                 |  |  |                       |                       |                       |                       |                       |                       |  |  |                        |                        |                        |                        |                        |                        |  |  |           |           |           |           |           |           |  |  |          |          |                                    |                                    |                                    |                                    |                                    |                                    |           |           |           |           |           |           |  |  |                                       |                                       |                                       |                                       |                                       |                                       |  |  |  |  |  |  |  |  |  |  |  |  |  |  |  |  |  |  |  |  |  |  |  |  |  |  |  |  |  |  |  |  |  |  |
|                 |                 |                 |                 |                 |                 |  |  |                       |                       |                       |                       |                       |                       |  |  |                        |                        |                        |                        |                        |                        |  |  |           |           |           |           |           |           |  |  |          |          |                                    |                                    |                                    |                                    |                                    |                                    |           |           |           |           |           |           |  |  |                                       |                                       |                                       |                                       |                                       |                                       |  |  |  |  |  |  |  |  |  |  |  |  |  |  |  |  |  |  |  |  |  |  |  |  |  |  |  |  |  |  |  |  |  |  |
|                 |                 |                 |                 |                 |                 |  |  |                       |                       |                       |                       |                       |                       |  |  |                        |                        |                        |                        |                        |                        |  |  |           |           |           |           |           |           |  |  |          |          |                                    |                                    |                                    |                                    |                                    |                                    |           |           |           |           |           |           |  |  |                                       |                                       |                                       |                                       |                                       |                                       |  |  |  |  |  |  |  |  |  |  |  |  |  |  |  |  |  |  |  |  |  |  |  |  |  |  |  |  |  |  |  |  |  |  |
| Hyddwn « faon » | Hyddwn « faon » | Hyddwn « faon » | Hyddwn « faon » | Hyddwn « faon » | Hyddwn « faon » |  |  | Hychtwn « marcassin » | Hychtwn « marcassin » | Hychtwn « marcassin » | Hychtwn « marcassin » | Hychtwn « marcassin » | Hychtwn « marcassin » |  |  | Bleiddwn « louveteau » | Bleiddwn « louveteau » | Bleiddwn « louveteau » | Bleiddwn « louveteau » | Bleiddwn « louveteau » | Bleiddwn « louveteau » |  |  |           |           |           |           |           |           |  |  |          |          | Dylan Eil Ton « fils de la vague » | Dylan Eil Ton « fils de la vague » | Dylan Eil Ton « fils de la vague » | Dylan Eil Ton « fils de la vague » | Dylan Eil Ton « fils de la vague » | Dylan Eil Ton « fils de la vague » |           |           |           |           |           |           |  |  | Llew Llaw Gyffes « a la main rapide » | Llew Llaw Gyffes « a la main rapide » | Llew Llaw Gyffes « a la main rapide » | Llew Llaw Gyffes « a la main rapide » | Llew Llaw Gyffes « a la main rapide » | Llew Llaw Gyffes « a la main rapide » |  |  |  |  |  |  |  |  |  |  |  |  |  |  |  |  |  |  |  |  |  |  |  |  |  |  |  |  |  |  |  |  |  |  |

## Hommage
Blodeuwedd est l'une des 1 038 femmes dont le nom figure sur le socle de l'œuvre contemporaine The Dinner Party de Judy Chicago. Elle y est associée à la déesse Ishtar, troisième convive de l'aile I de la table.

## Compléments